# Bigamie

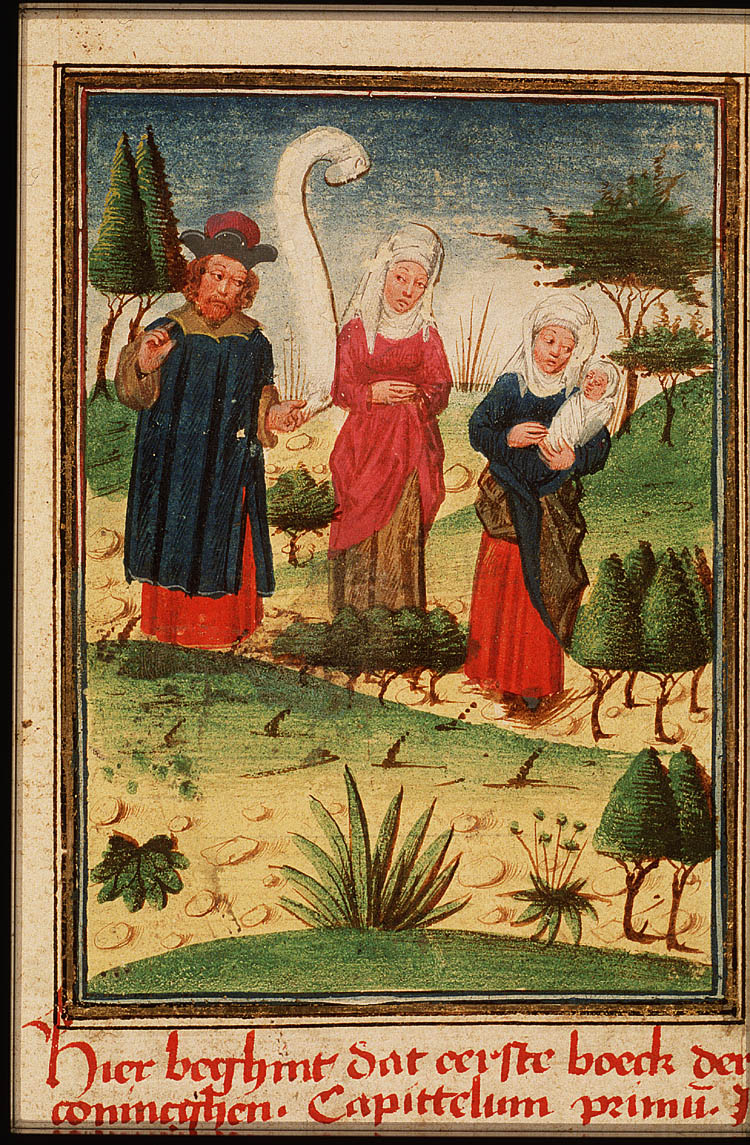
Ilustrație din Biblie, Elcana cu două neveste

Bigamie (din latină și greacă, în traducere: căsătorie dublă) este starea unui bărbat care este căsătorit cu 2 femei în același timp. Poligamia este o căsătorie cu 2 sau mai multe femei în același timp. Se întâlnește mai ales la popoarele cu religie islamică. În țările din Europa, America, Australia precum și în unele țări din Asia și Africa bigamia și poligamia sunt în general infracțiuni, interzise și pedepsite prin lege.
Termenul opus este monogamia, starea bărbaților căsătoriți cu o singură femeie.

## Situația în România
Art. 376 din Codul penal al României prevede pedepse atât pentru bigami cât și pentru cei căsătoriți cu o persoană bigamă:
- Încheierea unei noi căsătorii de către o persoană căsătorită se pedepsește cu închisoare de la 3 luni la 2 ani sau amenda.
- Persoana necăsătorită care se căsătorește cu o persoană pe care o știe căsătorită se pedepsește cu închisoare de la 1 luna la 1 an sau amenda.

## Țări în care poligamia este legală
| - Afghanistan - Algeria - Bahrain - Bangladesh - Brunei - Burkina Faso - Cameroon - Chad - CAR - Comoros - Congo - Djibouti - Egypt - Gabon - Gambia - India - Indonesia - Iran - Irak - Iordania - Kuwait - Libanon - Libya - Malaysia | - Maldive - Mali - Mauritania - Morocco - Myanmar - Nigeria - Oman - Pakistan - Palestina - Qatar - Saudi Arabia - Senegal - Singapore - Somalia - Sri Lanka - Sudan - Syria - Tanzania - Togo - Uganda - UAE - Western Sahara - Yemen - Zambia |